# Żelewski IV
Żelewski IV (Zelewski, Brochwicz odmienny) – pruski herb szlachecki.

## Opis herbu
Opis z wykorzystaniem zasad blazonowania, zaproponowanych przez Alfreda Znamierowskiego:
W polu błękitnym pół jelenia wspiętego zza muru czerwonego.
Klejnot: nad hełmem w koronie pięć piór strusie.
Labrów brak, za to z hełmu z pod korony spływa płaszcz złoty podbity srebrnym, na którym położona tarcza.

## Najwcześniejsze wzmianki
Witraż z 1821 w zamku malborskim.

## Rodzina Żelewski
Herb używany przez rodzinę von Zelewski z Prus Wschodnich, niewykluczone, że wspólnego pochodzenia z kaszubskimi Zelewskimi.

## Herbowni
Żelewski (Zelewski) z Prus Wschodnich.
Rodzina kaszubska tego samego nazwiska, z przydomkiem Bach, pieczętowała się herbem Żelewski, gałąź tej rodziny z Paraszyna używała herbu Żelewski II. Gałąź tej samej rodziny z Siemirowic używała herbu Żelewski III. Inni Zelewscy, osiadli w ziemi chełmińskiej i sztumskiej, używali herbu Żelewski V. Z nazwiskiem tym skojarzono też herb Żelewski VI, ale nie wiadomo, czy nie jest to błąd (miał on należeć do pewnego Żelewskiego z Paraszyna, ale jest znacznie inny od potwierdzonych herbów Żelewskich z Paraszyna).